# داليا مبارك
داليا مبارك (2 مارس 1991 -): مغنية سعودية، اشتهرت في الخليج العربي في الآونة الأخيرة حيث اقتحمت عالم الشهرة وظهرت لجمهورها في العام 2014 عندما أطلقت أول أغانيها «قلبت الطاولة»، وحققت أكثر من 9 ملايين مشاهدة عبر يوتيوب.

## سيرتها وحياتها

### بدايتها
برزت موهبة الغناء لديها في عمرٍ مبكر، وكان ذلك بتشجيع من والدها، وكان لها مشاركات مستمرة أثناء مراحل الدراسة وفي الحفلات العائلية، وشاركت في عدة أوبريتات منها «سند الخير» وهي في الرابعة عشرة من العمر، حيث لمعت فكرة الغناء في مخيلتها، واستطاعت الترشح لأن تكون ضمن المواهب المشاركة في أول مواسم برنامج اكتشاف المواهب آرابز جوت تالنت، لكن وفاة والدها لاحقاً، حرمها من الذهاب إلى بيروت، فقررت بعد سنوات أن تتعلم أصول الموسيقى في أحد المعاهد المتخصصة في إمارة دبي.

### شهرتها
في العام 2014، أطلقت داليا عبر موقع يوتيوب أغنية «قلبت الطاولة» من ألحان فايز السعيد، التي حققت نسبة استماع وصلت لثمانية ملايين مرة، ونجاح هذه الاغنية قادها لتقديم عدة أغاني منفردة منها: «في نظرة عيونك»، «مع خالص الأشواق»، «عرين العشق»، «تاج الفخر»، «قدر قدر»، دمعة غلا، «فارق عن الناس»، و«بيني بينك». في العام 2016، تعاقدت داليا مع شركة روتانا التي أنتجت لها أول ألبوماتها بعنوان «من الآخر»، والذي حقق نجاح على مستوى الخليج العربي.

### أعمالها
| - يا حاسدي - خذني - اشتياقي - طار طيرك - من الآخر - اشتهي يبكي - حبك سراب - أذكرك - لذة الحب | - قلب وعقل - بعد إذنك - لا تردونه - وينك - كذا ولا كذا - هو كان هايم - أي تبيني - لا تقولي مشتاق - أهل مكة | - عاذر إحساسي - لا تراهن - قلبت الطاولة - خالص الاشواق - عمري اكتمل - في نظره عيونك - فارق عن الناس - عرين العشق - قدر قدر - هذا اليوم - وينك الليلة - ترا حقي - كذا ممكن - ترا حقي - هاك هاك - اللي يمشي عادي |